# Виали, Виллиам
Виллиам Виали (итал. William Viali; род. 16 ноября 1974, Ваприо-д'Адда, Ломбардия) — итальянский футболист и тренер.

## Биография
Родился 16 октября 1974 года в итальянском городе Ваприо д’Адда.

## Клубная карьера

### Аталанта
Начал карьеру в молодёжной академии «Аталанты». Попасть в основную команду не смог. Первым профессиональным клубом была «Фиоренцуола» в сезоне 1993/94 за который Виллиам выступал на правах аренды. Также в Серии С1 он играл за «Равенну» в сезоне 1994/95 и «Монцу» в сезоне 1995/96 с коротким переходом в «Чезену», с которой он дебютировал в Серии В. В 1996 году, после трёх сезонов в аренде, «Аталанта» продала Виллиама в «Асколи», также выступавшим в третьем дивизионе страны.

### Лечче
Летом 1997 года Виллиам перешёл в «Лечче», который тренировал Чезаре Пранделли (именно он взял Виллиама в молодёжную команду «Аталанты»). С «Лечче» он дебютировал в Серии А в сезоне 1997/98. В 1999 году получил капитанскую повязку, которую носил до своего ухода из команды в 2001.

### Венеция и Палермо
В 2001 году Виллиам покинул «Лечче» и перешёл в «Венецию» Маурицио Дзампарини. Сыграл один сезон и перешёл в «Палермо», где не смог закрепиться в основе и опять отправился в аренды. Первым клубом была «Перуджа», вторым «Анкона». Проведя в аренде в сумме два года, перешёл в «Фиорентину».

### «Фиорентина», «Тревизо» и «Кремонезе»
2 января 2004 года он перешёл в «Фиорентину». Летом 2005 года, не имея места в обновлённой «Фиорентине» Чезаре Пранделли, он перешёл в «Тревизо», только что вышедший в Серию А. В команде он играл в стартовом составе, но команда не смогла избежать вылета в Серию B. И в зимнее трансферное окно Виллиам был выкуплен у «Фиорентины». Сыграв в «Тревизо» в течение следующих двух сезонов до января 2008 года, он был куплен «Кремонезе» под руководством Эмилиано Мондонико. 1 июля 2010 года завершил спортивную карьеру.

## Тренерская карьера
Первым клубом, который Виллиам начал тренировать, стала «Фьоренцуола», команда, играющая в Серии D. Летом он получил тренерскую лицензию, а после отставки тренера Наталино Готтардо в сентябре стал новым тренером клуба.
В 2012 немного тренировал молодёжную «Парму».
10 декабря 2012 года он начал посещать квалификационный курс Prima Categoria-UEEFA.

#### Южный Тироль, Кунео и Новара
8 июня 2016 года он стал новым тренером «Зюйдтироль», подписав годичный контракт с опцией продления. Он был уволен 13 марта 2017 года после двух поражений подряд, когда команда оторвалась от зоны плей-офф всего на три очка.
14 июня 2018 года он сменил Доменико Ди Карло у руля «Новары», недавно вылетевшей в Серию С. Виллиам был уволен 19 февраля 2019 года, когда команда заняла девятое место.

#### Чезена
28 января 2020 года Виллиам был выбран на замену Франческо Модесто в «Чезену», приведя команду к тринадцатому месту. В следующем году он финишировал на седьмом месте в своей группе. В плей-офф команда вылетела во втором раунде от «Мателики». В сезоне 2021/22 клуб улучшил своё положение в турнирной таблице, завершив свою группу на третьем месте; тем не менее плей-офф по-прежнему является фатальным, где сразу же выбывают от «Монополи» в первом раунде национального этапа. В конце сезона тренер подал в отставку после двух с половиной лет в «Чезене».
2 ноября 2022 года он подписал семимесячный контракт с «Козенцей», на тот момент занимавшей предпоследнее место в Серии B, заменив уволенного Давиде Диониджи.

#### Реджана
19 июня 2024 года подписал однолетний контракт с «Реджаной».